# سربازی حرفه‌ای

سربازی اجباری در کشورهای با رنگ قرمز. در میان کشورهای با رنگ قرمز، ایران جزء کمیاب کشورهایی است که دختران و زنان کاملاً از سربازی معاف هستند و سربازی اجباری تنها برای پسران و مردان است.
بدون نیروی مسلح - نیرو مسلح فعال فقط در زمان جنگ
سربازی اختیاری برای زنان و مردان
دارای سربازی اجباری برای زنان و مردان (در ایران فقط مردان)
حذف سربازی اجباری در آینده
ارتش دارای فعالیت‌های محدود و دارای سربازی اختیاری
بدون اطلاعات

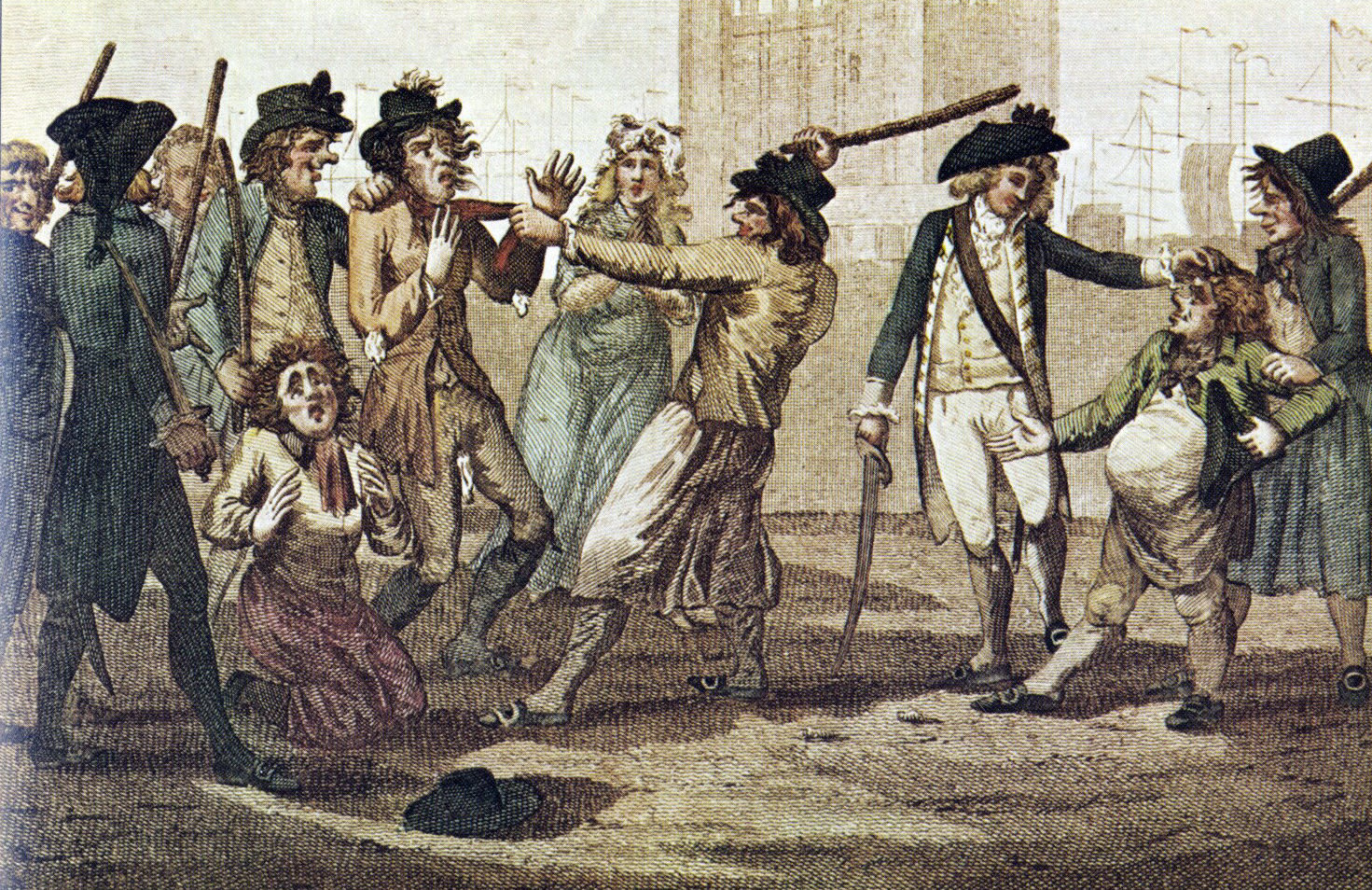
تصویر مربوط به ۱۷۸۰ میلادی، فردی که برای سربازی اجباری دستگیر شده‌است. اولین بار ناپلئون سربازی اجباری، اجرا کرد و سپس با اعتراضات بزرگ مردم فرانسه ناپلئون تسلیم مردم شد و این قانون لغو کرد.

طرح سربازی حرفه‌ای یا ارتش حرفه‌ای طرحی است که توسط تعدادی از نمایندگان مجلس شورای اسلامی، با هدف حذف سربازی اجباری، اصلاح قانون سربازی اجباری در ایران و ایجاد سربازی اختیاری و بهبود وضعیت سربازان مطرح شده‌است. بر پایه طرح فوق، مدت سربازی در ایران از دو سال به پنج سال افزایش یافته و سربازی اختیاری شده، دستمزد و خدمات سربازان افزایش می‌یابد و مانند سایر افراد شاغل، سربازان دارای حق دفاع از حقوق خود می‌شوند. با اجرا طرح «سربازی اختیاری» و «سربازی حرفه‌ای» دولت ایران باید عادلانه‌تر و متناسب با کار سربازان، خدمات و دستمزد سربازان را افزایش دهد. اما چون در ایران از سربازان و سربازی اجباری، به‌عنوان نیرو کار ارزان با دستمزد ناچیز استفاده می‌شود، ستاد کل نیروهای مسلح با طرح «سربازی حرفه‌ای» و «سربازی اختیاری» مخالف است. بیشتر اعضای ستاد کل نیروهای مسلح از جمله فرمانده کل آن، توسط رهبر جمهوری اسلامی انتخاب می‌شوند. مسئولان جمهوری اسلامی برای دهه‌ها از ابتدا انقلاب ۱۳۵۷ تا کنون، هیچ تغییر بنیادین در اصل سربازی اجباری در ایران نداده‌اند و به انتقادات و پیشنهادها بی‌توجه هستند، به نحوی که هنوز سربازی در این کشور حالت اجباری برای پسران دارد.
درحال حاضر سربازی اجباری در ایران پیشنهادها و انتقادها را نمی‌پذیرد، حتی اگر به بهای خودکشی سربازان تمام شود. حشمت فلاحت پیشه، رئیس پیشین کمیسیون امنیت ملی مجلس، دربارهٔ سربازی اجباری بیان می‌کند: «متأسفانه بر سربازی اجباری، رانت حاکم شده‌است. مسئولانی که مخالفِ سربازی اختیاری هستند، فرزندان‌شان به سربازی اجباری نمی‌فرستند اگرهم به سربازی بروند، فرزندان‌شان در بهترین مکان‌ها سربازی می‌کنند. اما این فرزندان مردم عادی هستند که به سربازی اجباری فرستاده می‌شوند و بدونِ آموزش حرفه‌ای در مقابل دشمنان و قاچاقچیان حرفه‌ای قرار می‌گیرند و جان و زندگی آن‌ها به خطر می‌افتد.» در حکومت‌هایی که سربازی اجباری دارند تلاش می‌کنند رنگ و لعاب مقدس به سربازی بزنند و عباراتی مثل «دوران مقدس سربازی»، «وظیفه عمومی» و «خدمت ملی» استفاده می‌کنند تا تلف‌شدنِ عمر سربازان را مقدس نشان‌دهند و در مقابل، مخالفان و آزادی‌خواهان از واژه‌هایی مانند دورانِ «بردگی»، «اجباری»، «اسارت» و «بیگاری» یاد می‌کنند.
تعدادی از نمایندگان مجلس و فرماندهان نظامی ایران، بهبود وضعیت سربازان و اجرا طرح «سربازی حرفه‌ای»، را موضوعی حاکمیتی و امنیتی و از اختیارات علی خامنه‌ای به عنوان فرمانده کل نیروهای مسلح می‌دانند، با احتیاط با آن برخورد می‌کنند و این رهبر جمهوری اسلامی است که باید تصمیم نهایی را برای سرنوشت سربازان بگیرد. سربازی اجباری که در جمهوری اسلامی تنها برای پسران است، منتقدان بسیاری دارد که البته صدای آن‌ها هیچ‌وقت در رسانه‌های رسمی جمهوری اسلامی شنیده نمی‌شود.

## مانع اجرا سربازی حرفه‌ای
در ایران همواره از سربازها و سربازی اجباری، به‌عنوان نیرو کارِ ارزان با حقوق کم استفاده می‌شود. در حکومت‌هایی که سربازی اجباری دارند تلاش می‌کنند رنگ و لعاب مقدس به سربازی بزنند و عباراتی مثل «دوران مقدس سربازی»، «وظیفه عمومی» و «خدمت ملی» استفاده می‌کنند تا تلف‌شدنِ عمر سربازان را مقدس نشان‌دهند و در مقابل، مخالفان و آزادی‌خواهان از واژه‌هایی مانند دورانِ «بردگی»، «اجباری»، «اسارت» و «بیگاری» یاد می‌کنند. با اجرا طرح «سربازی اختیاری» و «سربازی حرفه‌ای» دولت ایران باید عادلانه‌تر و متناسب با کار سربازان، خدمات و دستمزد سربازان را افزایش دهد. اما چون در ایران از سربازان و سربازی اجباری، به‌عنوان نیرو کار ارزان با دستمزد ناچیز استفاده می‌شود، ستاد کل نیروهای مسلح با طرح «سربازی حرفه‌ای» و «سربازی اختیاری» مخالف است. بیشتر اعضای ستاد کل نیروهای مسلح و همچنین فرمانده کل ستاد کل نیروهای مسلح، توسط رهبر جمهوری اسلامی انتخاب می‌شوند.

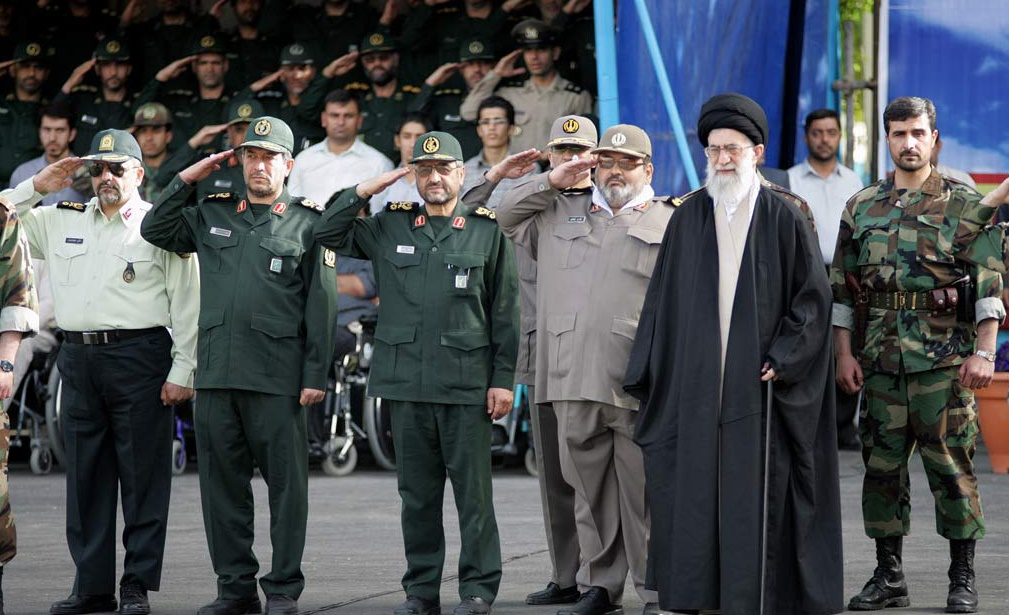
علی خامنه‌ای در اردیبهشت ۱۳۸۷ در جمع نظامیان: «سربازی واقعاً مقدس است؛ بنابراین باید احساس تباه‌شدنِ وقت و عمر به کسی که در حال گذراندن سربازی است، دست ندهد.»

بعضی از نمایندگان مجلس و فرماندهان نظامی جمهوری اسلامی، در واکنش به طرحِ حذف سربازی اجباری، سربازی اجباری را موضوعی حاکمیتی و امنیتی و از اختیارات علی خامنه‌ای به عنوان فرمانده کل نیروهای مسلح می‌دانند، با احتیاط با آن برخورد می‌کنند و این رهبر جمهوری اسلامی است که باید تصمیم نهایی را برای آینده سربازان بگیرد. علی خامنه‌ای دربارهٔ سربازی اجباری می‌گوید:
سربازی واقعاً مقدس است که در جنگ و صلح در صف اول نیازهای کشور قرار دارد. سربازها باید خدا را شکر کنند که در محیطی قرار گرفته‌اند که زمینه کسب علم و معرفت و فراگیری فضایل و تقوا در آن فراهم است و برای شکر این نعمت باید در سربازی کوشا باشند. باید احساس تباه‌شدنِ وقت و عمر به کسی که درحال گذراندن سربازی است، دست ندهد.— سید علی خامنه‌ای، 
در مرداد ۱۳۹۳ تعدادی از دانشجویان در دیدار با علی خامنه‌ای درخواست کردند مدت زمان سربازی اجباری کاهش یابد که با مخالفت علی خامنه‌ای روبه‌رو شدند و علی خامنه‌ای بیان کرد: «راه حل مشکل، این نیست که مدت زمان سربازی را کم کنیم باید کارهای دیگر انجام داد.» تعدادی از نمایندگان مجلس پس از آنکه دربارهٔ حذف سربازی اجباری و اجرا «سربازی حرفه‌ای» در رسانه‌ها صحبت کردند، ستاد کل نیروهای مسلح از آن نمایندگان مجلس در دادگاه‌ها و رسانه‌ها شکایت کرد. به‌همین دلیل بسیاری از نمایندگان مجلس تلاش می‌کنند تا جایی که می‌توانند دربارهٔ اجرا طرح «سربازی حرفه‌ای»، سکوت کنند.

سردار موسی کمالی مشاور قرارگاه مهارت‌آموزیِ سربازان، می‌گوید: «خانواده‌ها باید فرزندان خود را برای انجام سربازی مقدس تشویق کنند» اما وی فرزند خود را به‌علت دَررفتگی‌دست، از سربازی معاف کرد. همچنین موسی کمالی دربارهٔ سربازی اجباری بیان می‌کند:
فرمانده معظم کل قوا (علی خامنه‌ای) فرمودند «سربازی واقعاً مقدس است که در زمان جنگ و صلح در صف اول نیازهای کشور قراردارد.» بنابراین سربازی واقعاً مقدس است. سربازی در این لباس مقدس، مثل جهاد فی سبیل الله است. برخی جوانان در فضای مجازی فکر می‌کنند که دیگر دوران سربازی اجباری به‌سر رسیده‌است و جوانانی هم خوش‌شان بیاید و آفرین بگویند، نمی‌توانند سربازی اجباری را حذف کنند. سربازی اجباری در ایران هیچ‌وقت به اتمام نخواهد رسید. بنابراین همان‌طور که رهبر انقلاب گفتند سربازی واقعاً مقدس است و ما تصمیم نداریم با حذف سربازی اجباری، از جوانان فرصت انجام این عمل مقدس را بگیریم.

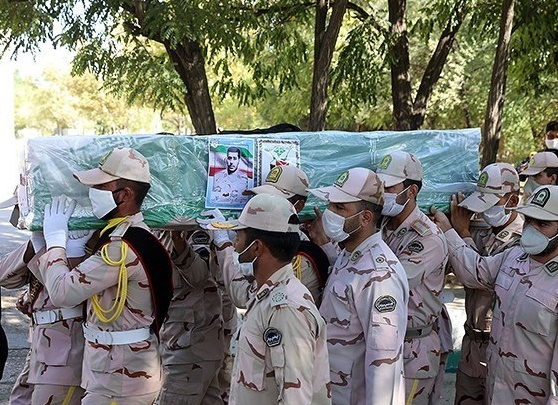
سربازان مشهد در مراسم تشییع پیکر هم‌خدمتی خود که هنگام درگیری در سن ۱۸ سالگی کشته شد

حشمت فلاحت پیشه، رئیس پیشینِ کمیسیون امنیت ملی مجلس، اجرا نشدنِ طرح «سربازی حرفه‌ای» را به‌علت رانت موجود در «سربازی اجباری» می‌داند و دربارهٔ آن می‌گوید: «متأسفانه بر سربازی اجباری، رانت حاکم شده‌است و مسئولانی که مخالفِ داوطلبی‌شدن سربازی و سربازی اختیاری هستند، فرزندان‌شان را به سربازی اجباری نمی‌فرستند و این فرزندان مردم عادی هستند که به سربازی اجباری فرستاده می‌شوند، جان و مال آن‌ها به خطر می‌افتد و بدونِ آموزش در مقابل دشمنان حرفه‌ای قرار می‌گیرند.» حشمت فلاحت پیشه در ادامه دربارهٔ سربازی اجباری گفت: «متأسفانه طرح سربازی اختیاری و سربازی حرفه‌ای صورت نگرفت و معتقدم تصمیم گیرندگان سربازی اجباریِ فرزندان مردم، افراد بی‌دغدغه‌ای هستند که فرزند خودشان به سربازی اجباری نمی‌رود و اگرهم برود در بهترین مکان‌ها سربازی می‌کنند و در گروه سربازان خاص هستند. در زمان ریاستم در کمیسیون امنیت ملی، با حضور در مناطق مرزی شاهد آخرین سربازان کشور در مرزها بودم و معتقدم آن‌ها مظلوم‌ترین خدمت‌گزاران به مردم بودند. متأسفانه سن اغلب این سربازان که کشته می‌شوند نزدیک به ۱۹ سال است. این سربازان متأسفانه مجبور به درگیری و چالش با قاچاقچیان حرفه‌ای می‌شوند و حتی در معرض تهدیدات انتظامی و امنیتی قرار دارند.» حشمت فلاحت پیشه اجرا نشدنِ طرح «سربازی حرفه‌ای» را به‌دلیل مخالفت ستاد کل نیروهای مسلح می‌داند. اغلب اعضای ستاد کل نیروهای مسلح از جمله فرمانده کل ستاد کل نیروهای مسلح، توسط رهبر جمهوری اسلامی انتخاب می‌شوند. دوره سربازی اجباری می‌تواند خطرناک باشد و تعدادی از سربازان به آخر دوره نمی‌رسند. مسئولان جمهوری اسلامی برای دهه‌ها از ابتدا انقلاب ۱۳۵۷ تا کنون، هیچ تغییر بنیادین در اصل سربازی اجباری در ایران نداده‌اند و به انتقادات و پیشنهادها بی‌توجه هستند، به نحوی که هنوز سربازی در این کشور حالت اجباری برای پسران دارد.
رئیس وقت ستاد کل نیروهای مسلح، محمد باقری بیان می‌کند مانع اجرا طرح «سربازی حرفه‌ای» پول است و بودجه لازم برای این کار توسط مجلس شورا اسلامی، در نظر گرفته نشده‌است. نظامیان و فرماندهان جمهوری اسلامی، «کمبود بودجه» و نداشتنِ هزینه‌های لازم برای تشکیل نیروی مسلح حرفه‌ای، را علت اجرا نشدن طرح «سربازی حرفه‌ای» می‌دانند. هنگام ارائه طرح «سربازی حرفه‌ای» به ستاد کل نیروهای مسلح، کمیسیون امنیت ملی مجلس جزئیات تأمین مالی طرح «سربازی حرفه‌ای» مشخص کرد. برخلاف تصویب «سربازی حرفه‌ای» در کمیسیون امنیت ملی مجلس شورا اسلامی، ستاد کل نیروهای مسلح از اجرا قانون «سربازی حرفه‌ای» سرپیچی کرد. سپس ستاد کل نیروهای مسلح با انتشار سخنان علی خامنه‌ای، دلیلِ حذف‌نشدن سربازی را «مقدس‌بودن سربازی» توضیح داد و بیان‌کرد سربازی اجباری هیچ‌وقت در ایران حذف نخواهد شد. اغلب اعضای ستاد کل نیروهای مسلح از جمله فرمانده کل ستاد کل نیروهای مسلح، توسط رهبر جمهوری اسلامی انتخاب می‌شوند. با وجود مخالفت‌های جدی افراد سرشناس مانند محسن رضایی فرمانده سابق سپاه پاسداران و بسیاری از مسئولان حکومتی، هنوز اراده‌ای برای کنار گذاشتن طرح سربازی اجباری، وجود ندارد و طرح‌های جایگزین مانند «ارتشِ حرفه‌ای» یا «سربازی حرفه‌ای» در دستور کار قرار نگرفته‌است و مسئولان جمهوری اسلامی نسبت به مشکلات سربازی اجباری که فقط برای پسران است، بی‌توجه هستند و تغییر بنیادین صورت نمی‌گیرد. طرفداران حذف سربازی اجباری بیان می‌کنند با جایگزین شدن طرح «سربازی حرفه‌ای»، افرادی که علاقمند به سربازی هستند یا افرادی که بیکارند و به دنبال منبع درآمدی هستند، می‌توانند برای چند سال این شغل را انجام دهند و زندگی‌شان را تأمین کنند و مشکل بیکاری جوانان را با ایجاد شغلِ «سربازی حرفه‌ای» حل کرد.

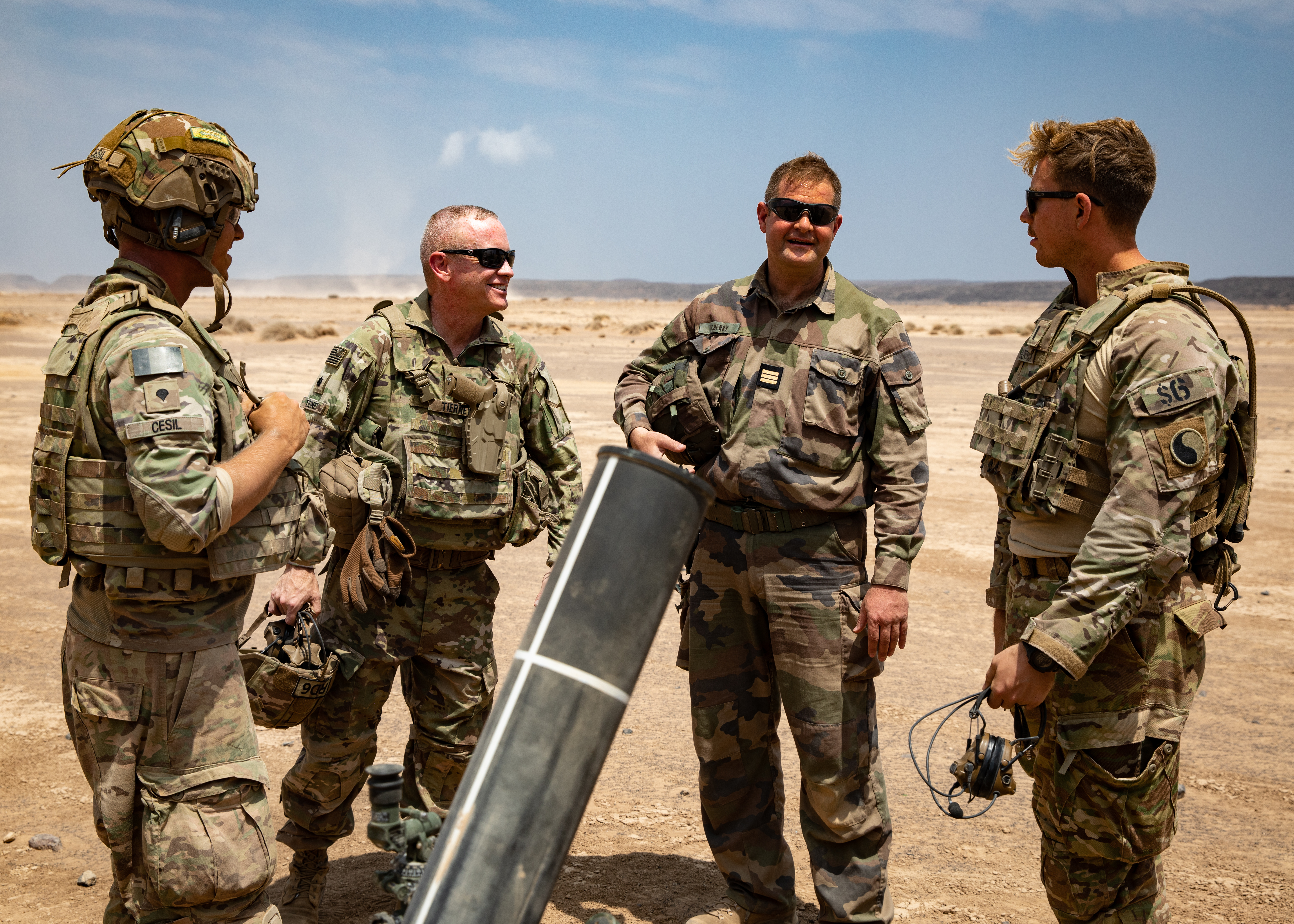
سربازان حرفه‌ای آمریکا و فرانسه در کنار یکدیگر

ارتش نیز می‌تواند روی این نیروهای «سربازی حرفه‌ای» سرمایه‌گذاری کرده و آموزشِ حرفه‌ای به آن‌ها بدهد و سایر جوانان به دنبال حرفه مورد علاقه خودشان بروند. در بسیاری از کشورها انتقادها و اعتراض‌هایی به دوران سربازی اجباری صورت گرفته و در حال حاضر بیش از ۱۲۰ کشور جهان، سربازی اجباری ندارند. امروزه بیشتر کشورهای دنیا به سمت نیروی انسانیِ حرفه‌ای برای ارتش و پلیس روی آورده‌اند اما ایران به همراه ۱۶ کشور دیگر از انگشت‌شمار کشورهای جهان هستند که بیش از یک سال سربازی اجباری است و در آن ۱۶ کشور که سربازی اجباری دارند، ایران در میان آن‌ها جزء کمیاب کشورهایی است که دختران و زنان کاملاً از سربازی اجباری معاف هستند. از عمر این روند پرهزینه و تقریباً ناکارآمد تأمین نیروی انسانی برای نیروهای مسلح ایران، صدها سال می‌گذرد با این حال در این مدت، تغییر ساختاری و عمده‌ای نکرده‌است. این شیوه کادرسازی نیروهای مسلح جمهوری اسلامی منتقدان بسیاری دارد که البته صدایشان هیچ‌وقت در رسانه‌های رسمی ایران شنیده نمی‌شود.
به‌جز اخبار رسمی که از طرف سازمان نظام وظیفه منتشر می‌شود، انتشار مطالب مرتبط با سربازی جز در موارد کمیاب ممنوع است. به همین دلیل کارزارها و گروه‌هایی در خارج از فضای رسانه‌ای ایران و در فضای مجازی، علیه شیوه قدیمی سربازگیری و سربازی اجباری در ایران فعالیت می‌کنند که معروف‌ترین آن‌ها کمپین‌های «نه به سربازی اجباری» و «بهبود سربازی» هستند.
حتی نظامیان جمهوری اسلامی مانند سردار موسی کمالی نسبت به ناعادلانه بودنِ دستمزد سربازان اعتراف کرده‌اند: «اگر بپرسید دستمزد سربازان عادلانه است، می‌گویم خیر، چرا که اگر بخواهیم حقوق عادلانه بدهیم باید طبق قانون باشد. از سوی دیگر هدف از سربازی اجباری، کاهش هزینه‌ها است. اگر بخواهیم دستمزد عادلانه بدهیم، بحث سربازی حرفه‌ای مطرح می‌شود. اعتراف می‌کنم سربازی اجباری، کاری سخت است. جوانان بهترین دوران زندگی‌شان را آمده‌اند سربازی کنند.»

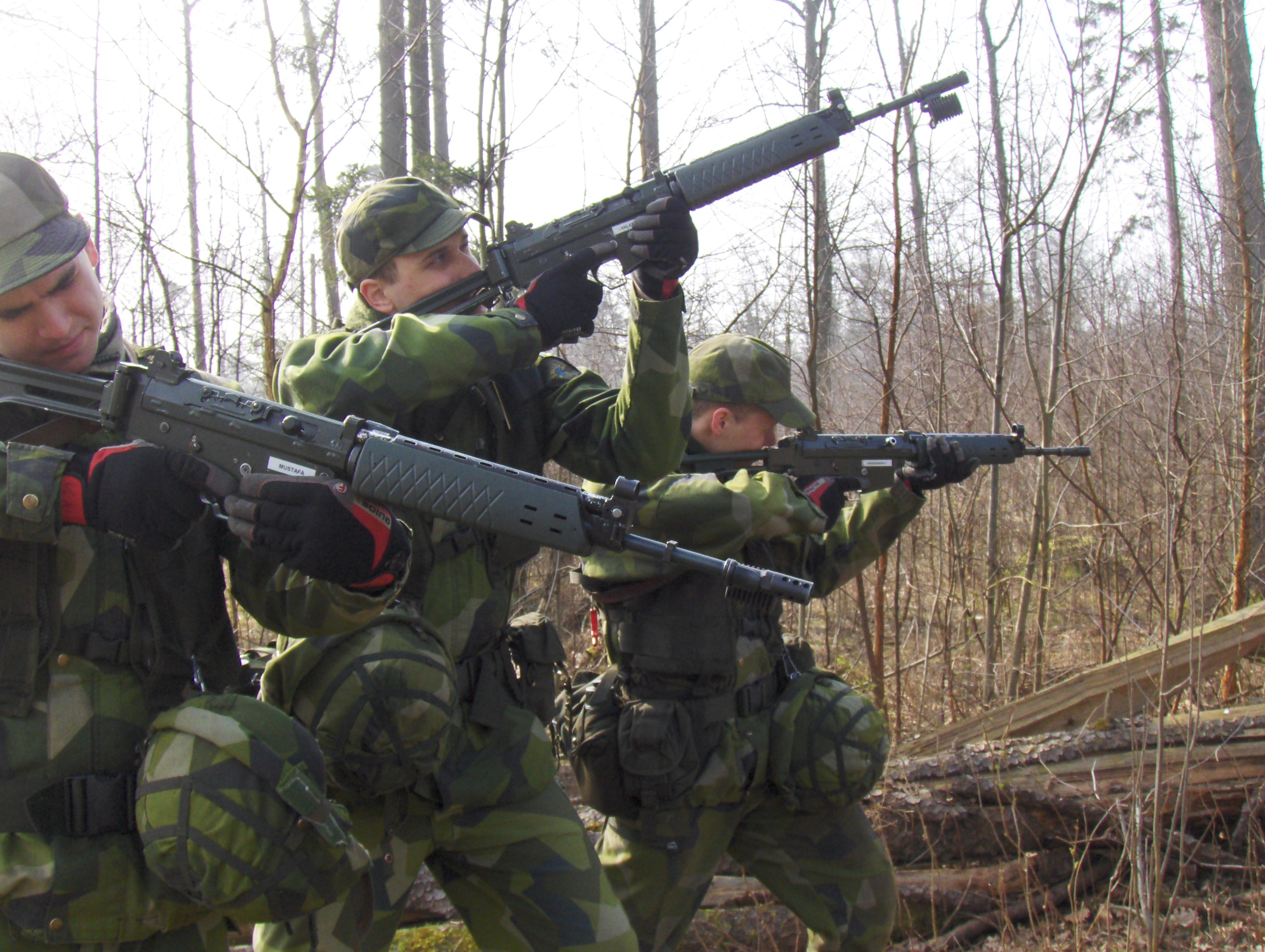
سربازان حرفه‌ای سوئدی

درحال حاضر سربازی اجباری در ایران پیشنهادها و انتقادها را نمی‌پذیرد، حتی اگر به بهای خودکشی سربازان تمام شود. محمدرضا اکبرحلوایی، معاون اسبق معافیت‌های سربازی است، دربارهٔ خودکشی سربازان می‌گوید: «اگر خاطرتان باشد پس از حادثه تصادف اتوبوس نی‌ریز که سربازان در آن کشته شدند، تعدادی از سربازان به فرماندهان پادگان آبیک حمله کردند. پس از آن سیاستی چیده شد که تماس بین فرماندهان و سربازان را به حداقل برساند. از نگاه من از آن روز به بعد اتفاقاً حمله و پرخاش به فرماندهان کمتر شد و خودکشی سربازان جایش را گرفت. متأسفانه اخبار خودکشی سربازها شنیده می‌شود اما انگار برای مسئولان اهمیتی ندارد. درحالی‌که ستاد نیروهای مسلح باید نسبت به این اتفاقات حساس باشد، سامانه غیررسمی داشته باشد و آمار این حوادث را در آن ثبت کند تا بتوان برنامه‌ای برای مقابله با آن طراحی کرد.» مشکلات سربازان ایرانی نیز شامل گرایش سربازان ایرانی به مواد مخدر، گرفتاری به بیماری‌های گوناگون و حتی مواردی، تمایل به خودکشی بوده‌است. مشکلات دیگری همچون طلاق، آسیب‌های روانی و مهاجرت نخبگان، آسیب به اقتصاد سربازان، محرومیت از خدمات اجتماعی حاصلِ فرار از سربازی اجباری، عقب‌انداختن ازدواج آنان، عقب انداختن تحصیل دانشگاهی پسران و مردان، عقب‌انداختن استخدام و پیشرفت در شغل، عقب‌انداختن پیداکردنِ کار و… از دیگر عواقب سربازی اجباری پسران است.
در ۲۷ اسفند ۱۴۰۱ رئیس مجلس وقت، محمدباقر قالیباف بیان کرد با هماهنگی‌های انجام شده با رهبر جمهوری اسلامی و ستاد کل نیروهای مسلح، درحال بررسی هستیم که شیوه سربازی تغییر دهیم. اما تاکنون هیچ تغییری در سربازی دیده نشده‌است.

## طرح تأمین مالی سربازی حرفه‌ای
بر پایه طرح فوق، برای حذف سربازی اجباری، مدت زمان سربازی از دو سال به پنج سال می‌رسد، سربازی اختیاری شده و در صورت وجود نیروی مازاد بر نیاز، مشمولین از سربازی اجباری معاف می‌شوند، اما تمام مشمولین می‌توانند در صورت تمایل به مدت دو سال، به همراه ۹۰ درصد حقوق نیروهای کادری به استخدام نیروهای مسلح درآیند. این مدت در صورت اعلام نیاز یگان محل سربازی خود می‌تواند به‌مدت سه سال دیگر نیز تمدید شود. هزینه این طرح نیز از مالیات مشمولینی که به سربازی نمی‌روند و مالیات بر درآمدها تأمین می‌شود، عبارت پیشنهادی برای مالیات مذکور «مالیات بر امنیت» است.

### جدول مالیات پیشنهادی مورد اخذ از مشمولان مازاد بر نیاز[۶۵]
| خدمات اجتماعی و اقتصادی مشمول دریافت عوارض عدم انجام خدمت وظیفه عمومی | الف:میزان عوارض برای دارندگان کارت‌های معافیت       | ب:میزان عوارض برای مشمولان مازاد بر نیاز          | ج:میزان عوارض برای غایبان و افراد با وضعیتی نامشخص |
| --- | -------------------------------------------------- | ------------------------------------------------- | -------------------------------------------------- |
| صدور و تعویض گواهینامه و گذرنامه، دریافت گواهی عدم سوء پیشینه، دریافت گواهی صادره از سوی شهرداری‌ها، دریافت هرگونه خدمات ثبتی از جمله گواهی امضا و تنظیم انواع وکالتنامه، دریافت یا تعویض پلاک خودرو، دریافت جواز کسب، دریافت کارت بازرگانی، ثبت شرکت و موسسات تجاری، اخذ انشعابات شهری مانند آب و برق و گاز و تلفن | ۱۰ درصد عوارض دولتی مربوطه (علاوه بر عوارض مذکور)  | ۲۵ درصد عوارض دولتی مربوطه (علاوه بر عوارض مذکور) | ۵۰ درصد عوارض دولتی مربوطه (علاوه بر عوارض مذکور)  |
| دریافت مجوز واردات و ترخیص کالا از گمرکات کشور | نیم درصد عوارض دولتی مربوطه (علاوه بر عوارض مذکور) | یک درصد عوارض دولتی مربوطه (علاوه بر عوارض مذکور) | ۲ درصد عوارض دولتی مربوطه (علاوه بر عوارض مذکور)   |
| انجام معامله اموال منقول و غیرمنقول با تنظیم سند رسمی | نیم درصد عوارض دولتی مربوطه (علاوه بر عوارض مذکور) | یک درصد عوارض دولتی مربوطه (علاوه بر عوارض مذکور) | ۲ درصد عوارض دولتی مربوطه (علاوه بر عوارض مذکور)   |
| دریافت پروانه ساختمانی | نیم درصد عوارض دولتی مربوطه (علاوه بر عوارض مذکور) | یک درصد عوارض دولتی مربوطه (علاوه بر عوارض مذکور) | دو درصد عوارض دولتی مربوطه (علاوه بر عوارض مذکور)  |
| خروج از کشور | ۱۰درصد عوارض دولتی مربوطه (علاوه بر عوارض مذکور)   | ۲۵درصد عوارض دولتی مربوطه (علاوه بر عوارض مذکور)  | ۵۰ درصد عوارض دولتی مربوطه (علاوه بر عوارض مذکور)  |
| استفاده از تسهیلات بانکی | نیم در هزار مبلغ تسهیلات                           | یک در هزار مبلغ تسهیلات                           | دو در هزار مبلغ تسهیلات                            |
| کاندید شدن در انتخابات | مبلغ ۳ میلیون ریال                                 | مبلغ ۶ میلیون ریال                                | طبق مفاد ماده ۱۰ کاندید شدن غایبان ممنوع است.      |